# Scleronephthya crassa
Scleronephthya crassa is een zachte koraalsoort uit de familie Nidaliidae. De koraalsoort komt uit het geslacht Scleronephthya. Scleronephthya crassa werd in 1906 voor het eerst wetenschappelijk beschreven door Kükenthal. 